# Gian & Giovani (álbum de 2000)
Gian & Giovani é o décimo álbum de estúdio da dupla sertaneja Gian & Giovani, lançado em outubro de 2000 pela gravadora Warner Music. "Aperte o Play", que em dezembro de 2000, ficou entre as 20 músicas mais tocadas nas rádios do país, fala dos conflitos de um casal e os compara a um filme. "Em Algum Canto Dessa Casa" mostra como a rotina pode distanciar o marido da mulher e esfriar o amor.
O disco, o 11º da carreira da dupla (contando com o Ao Vivo em Franca), é bastante romântico. Logo na abertura, a faixa "Nunca Mais Vou Esquecer" fala da dor de se perder uma grande paixão. Já "Disk Paixão" conta a história das pessoas que, carentes, recorrem aos namoros por telefone. Esse trabalho traz um repertório cujo ponto forte é o romantismo. “O material é bem eclético, gravamos inclusive uma marcha-rancho, que lembra as marchinhas tocadas nos antigos carnavais”, diz Gian.
Produzido por César Augusto e com co-Produção de Nil Bernardes, obtiveram destaque as músicas "Aperte o Play", também gravada em videoclipe na época, "Disk Paixão", "Sete Dias", " Em Algum Canto Dessa Casa", "Amor da Minha Vida", "Na Doçura dos Seus Beijos", dentre outras. Com uma semana de lançamento, receberam no Domingão do Faustão o disco de ouro pelas 100 mil cópias já vendidas desse álbum, que ainda alcançou as 500 mil cópias vendidas. 
A canção "Nunca Mais Vou Esquecer" fez parte da trilha sonora da novela Pícara Sonhadora, do SBT, em 2001. O álbum foi distribuído pela Abril Music em parceria com o SBT Music.

## Faixas
| N.º            | Título                                                                        | Duração |  |
| 1.             | "Nunca Mais Vou Esquecer" (César Augusto / Lucas Robles)                      | 4:15    |  |
| 2.             | "Quando Outro Dia Amanhecer" (César Augusto / Antônio Luiz)                   | 4:05    |  |
| 3.             | "Na Rua" (Piska / Paulo César / Adriano)                                      | 3:17    |  |
| 4.             | "Aperte o Play" (Paulo Debétio / Paulinho Rezende)                            | 4:06    |  |
| 5.             | "Sete Dias" (Dermes / Eder Jr / Lucas Paragon)                                | 3:19    |  |
| 6.             | "Em Algum Canto Dessa Casa" (Piska / Juliano Vitor)                           | 3:50    |  |
| 7.             | "O Amor da Minha Vida" (Martinha)                                             | 4:31    |  |
| 8.             | "Recheio de Caramelo" (Zé Henrique)                                           | 3:09    |  |
| 9.             | "Saudade Está Judiando" (Pinocchio)                                           | 3:10    |  |
| 10.            | "Na Doçura dos Seus Beijos" (César Augusto / Antônio Luiz / Reinaldo Barriga) | 3:59    |  |
| 11.            | "Loucura da Minha Paixão" (Tivas / Pedro Barezzi)                             | 3:30    |  |
| 12.            | "O Brasil Para Sem Caminhão" (Alexandre / Fátima Leão / Netto)                | 3:37    |  |
| 13.            | "Disk Paixão" (Jefferson Farias / Nino / Giovani)                             | 4:38    |  |
| 14.            | "Vida de Peão" (Zé Henrique)                                                  | 3:41    |  |
| Duração total: | Duração total:                                                                | 51:07   |  |

### Certificações
| Brasil (ABPD)                             | 2× Platina | 2001 | 500.000* |
| *número de vendas baseado na certificação |            |      |          |